# Statistisk sentralbyrå
Statistisk sentralbyrå (SSB) er den centrale institution for indsamling, bearbejdning og formidling af officiel statistik i Norge, parallelt til Danmarks Statistiks rolle i Danmark. SSB har, i henhold til den norske statistikkloven fra 1989 ret til at fastsætte, hvad der skal være officiel statistik, samt ansvaret for at samordne al officiel statistik i Norge. SSB producerer 85-90 procent af al officiel statistik i Norge.

## Organisering og ledelse
SSB ligger administrativt under Finansdepartementet (det norske finansministerium) og har egen bestyrelse, som udpeges af regeringen. SSB er uafhængig i statistikfaglige spørgsmål. Dette indebærer, at SSB selv bestemmer, hvad der skal publiceres, og hvornår og hvordan dette skal ske. SSB har ca. 1000 medarbejdere fordelt med godt halvdelen i Oslo og resten ved en afdeling i Kongsvinger.

## Statistikområder
SSB udarbejder statistik på en lang række områder som økonomi, befolkning, levevilkår, arbejdsmarked og miljø. Blandt de mest centrale statistikker er forbrugerprisindekset, arbejdskraftundersøgelsen, befolkningsstatistikkerne og Nationalregnskabet.

## Forskning
Som et af ganske få statistikkontorer i verden har SSB en egen forskningsafdeling. Forskningsområderne inkluderer demografi og levekår, energi- og miljøøkonomi, makroøkonomi, mikroøkonomi samt statistiske metoder og standarder.

## Internationalt samarbejde
SSB rapporterer statistiske data om Norge til EU og en række andre internationale organisationer. På denne måde bliver norsk statistik også formidlet gennem internationale databaser og publikationer. Derudover driver SSB udviklingssamarbejde i en række lande. Formålet er at hjælpe søsterorganisationer i ulande og økonomiske overgangslande med at udvikle og forbedre officiel statistik.

## Formidling
Ssb.no er hovedkanalen for formidling i SSB. Formidlingsvirksomheden inkluderer omkring 1000 offentliggørelser af ny statistik om året. I tillæg udarbejdes der ca. 200 publikationer, som også gøres tilgængelige på internettet.

## Historie
Statistisk sentralbyrå blev oprettet som en selvstændig institution i 1876, med i alt 15 funktionærer. Tidligere var Tabellkontoret den norske stats central for indsamling og bearbejdning af statistik. Juristen Anders Nicolai Kiær (1838–1919) blev udnævnt til direktør i 1877 og ledede institutionen frem til 1913. Kiær havde været tilknyttet Tabellkontoret siden 1861.
I 1907 vedtog Stortinget den første norske statistiklov ("Lov om tilveiebringelse af opgaver til den officielle statistikk"). Denne lov gav hjemmel til at indhente oplysninger til statistiske formål fra privatpersoner og næringsdrivende. Loven slog samtidig fast, at oplysningerne ikke kunne bruges til andre formål end statistikproduktion, og at tallene ikke måtte offentliggøres på sådan en måde, at det kunne skade den enkelte kilde. I 1989 vedtog Stortinget en ny statistiklov, som blandt andet fastsatte en tavshedspligt på 100 år for statistisk grundlagsmateriale om personlige forhold og på 60 år for drifts- og forretningsforhold.
"Lov om folkeregistrering" blev vedtaget i 1946, og "Det sentrale folkeregister" (tilsvarende det danske centrale personregister blev oprettet i 1964, med basis i den norske folketælling i 1960. Folkeregisteret lå i Statistisk sentralbyrå frem til 1991, hvor ajourføringen blev overtaget af det norske Skattedirektoratet.

## Chefer
- Christine Meyer (2015 - november 2017)[2][3]